# Osieck (stacja kolejowa)
Osieck – czynna w ruchu towarowym stacja kolejowa Polskich Kolei Państwowych w mieście Osieck, w województwie mazowieckim, w Polsce.
Przez stację przechodzi linia kolejowa:
- D29-12 Skierniewice – Łuków